# Тацу-Мару
Тацу-Мару (Tatsu Maru) — транспортне судно, яке під час Другої світової війни взяло участь у операціях японських збройних сил у архіпелазі Бісмарка.
Тацу-Мару спорудили в 1939 році на верфі Endo Tekkosho в Осаці на замовлення компанії Juhei Nashimoto.
20 вересня 1941-го судно реквізували для потреб Імперського флоту Японії та переобладнали в допоміжний сітьовий (за іншими даними — мінний) загороджувач.
24 січня 1944-го Тацу-Мару перебувало на острові Манус (острови Адміралтейства), де було потоплене літаками B-25 «Мітчелл» (можливо відзначити, що вже через місяць на острови Адміралтейства буде висаджено американський десант). Під час того ж нальоту було знищене вантажне судно Хейва-Мару.